# Altopiano di Giza
L'Altopiano di Giza, o più semplicemente piana di Giza, è un'area che misura approssimativamente 1500 metri in direzione nord-sud e 2000 metri in direzione est-ovest segnando l'inizio del Deserto Occidentale egiziano presentando, inoltre, un dislivello di circa 40 metri a sud-ovest su quello che in passato era un canale del Nilo.

## Descrizione

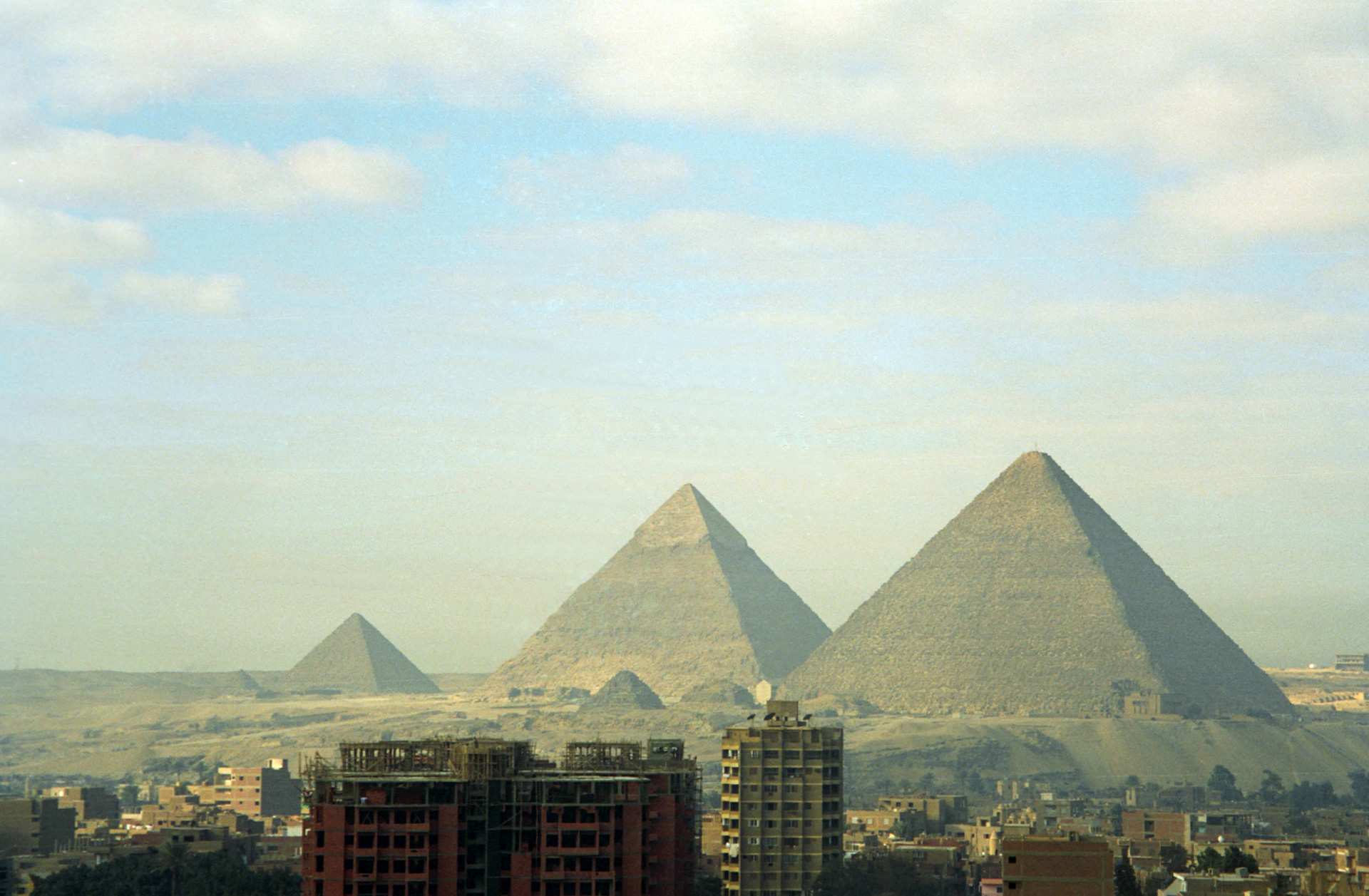
Sullo sfondo si stagliano tre piramidi del complesso di Giza (XXV secolo a.C.)

La presenza di vari uidian e il rinvenimento di protozoi fossili diffusi nei mari caldi, risalenti al cretaceo e cioè a circa 100 milioni di anni fa consentono di far risalire l'origine della piana a tempi assai remoti.
Situato a nord-est dell'antica Menfi, è costituito da uno zoccolo roccioso che ne faceva il luogo eccelso per erigere le piramidi in quanto essendo un terreno sopraelevato aumentava l'imponenza degli edifici.
Era anche ubicato a ovest del Nilo, requisito indispensabile per l'edificazione di una necropoli egizia mentre la vicinanza del fiume consentiva un miglior trasporto dei materiali, degli uomini e di tutti gli approvvigionamenti necessari per simili costruzioni e quindi realizzando una notevole diminuzione di costi.
Inoltre, il pianoro alterna strati duri e morbidi di pietra calcarea e servì quindi come cava nella costruzione delle piramidi presentando anche varie gole dalle quali veniva estratta l'argilla. La cava di pietra usata nella costruzione della piramide di Cheope è stata localizzata da Mark Lehner a circa 300 metri a sud della piramide stessa.
L'altopiano fu scelto da Cheope figlio di Snefru per erigere il suo monumentale cenotafio evitando così gli inconvenienti in cui incorse il padre nella costruzione della sua piramide a doppia pendenza costruita sulla sabbia del deserto e non su suolo stabile. La presenza di quest'opera fece sì che uno dei nomi antichi del sito fosse Orizzonte di Cheope (o Cheope appartiene all'orizzonte).
Originalmente l'altopiano era piuttosto accidentato, con collinette (ancora oggi fino a quota 105 m s.l.m.) e gole (ex uadi), presentando una naturale pendenza media di circa 5 gradi. L'opera degli uomini alterò la morfologia del suolo, spianando artificialmente la piana creando così un plateau su cui poter successivamente edificare.
Nonostante la vasta superficie interessata  e la presenza di roccia, i lavori di sbancamento furono eseguiti scavando il terreno di circa 10 metri da una parte e creando notevoli terrapieni nella parte opposta.
Quest'opera, per le notevoli difficoltà che presenta, risultava quasi impossibile da eseguire, allora, da parte di un popolo che non conosceva la ruota, la carrucola e il verricello ed è non meno misterioso della stessa costruzione delle piramidi.
Oggi, il dislivello delle fondamenta della piramide di Cheope è poco più di 2 centimetri, ma considerando il tremendo terremoto del 1301 a.C., che sconvolse l'altopiano, quasi certamente in origine il plateau doveva essere perfettamente livellato.
Sul sito vennero successivamente realizzate le altre due grandi piramidi (e altre più piccole), quella di Chefren (Khaf Ra, il figlio di Cheope) e Micerino (Menkaure, nipote di Cheope).
La piana presenta nel sottosuolo grotte e cunicoli, come quelli scoperti nel 1819 da Giovanni Caviglia ed Henry Salt, da cui derivò il nome di Rose-taw, ossia "l'entrata dei passaggi", della necropoli, così come citato dagli antichi testi che descrivevano un mondo sotterraneo nelle vicinanze di Giza.
Sono trascorsi millenni dall'edificazione delle piramidi che testimoniano ancora il potere sacro e secolare dei monarchi assoluti che le avevano costruite, sfidando l'eternità e dominando dall'alto la piana di Giza.

## Galleria d'immagini

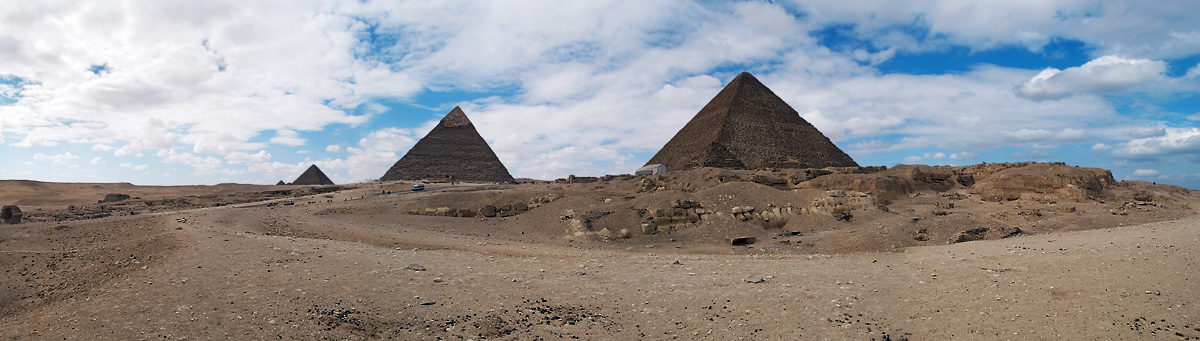
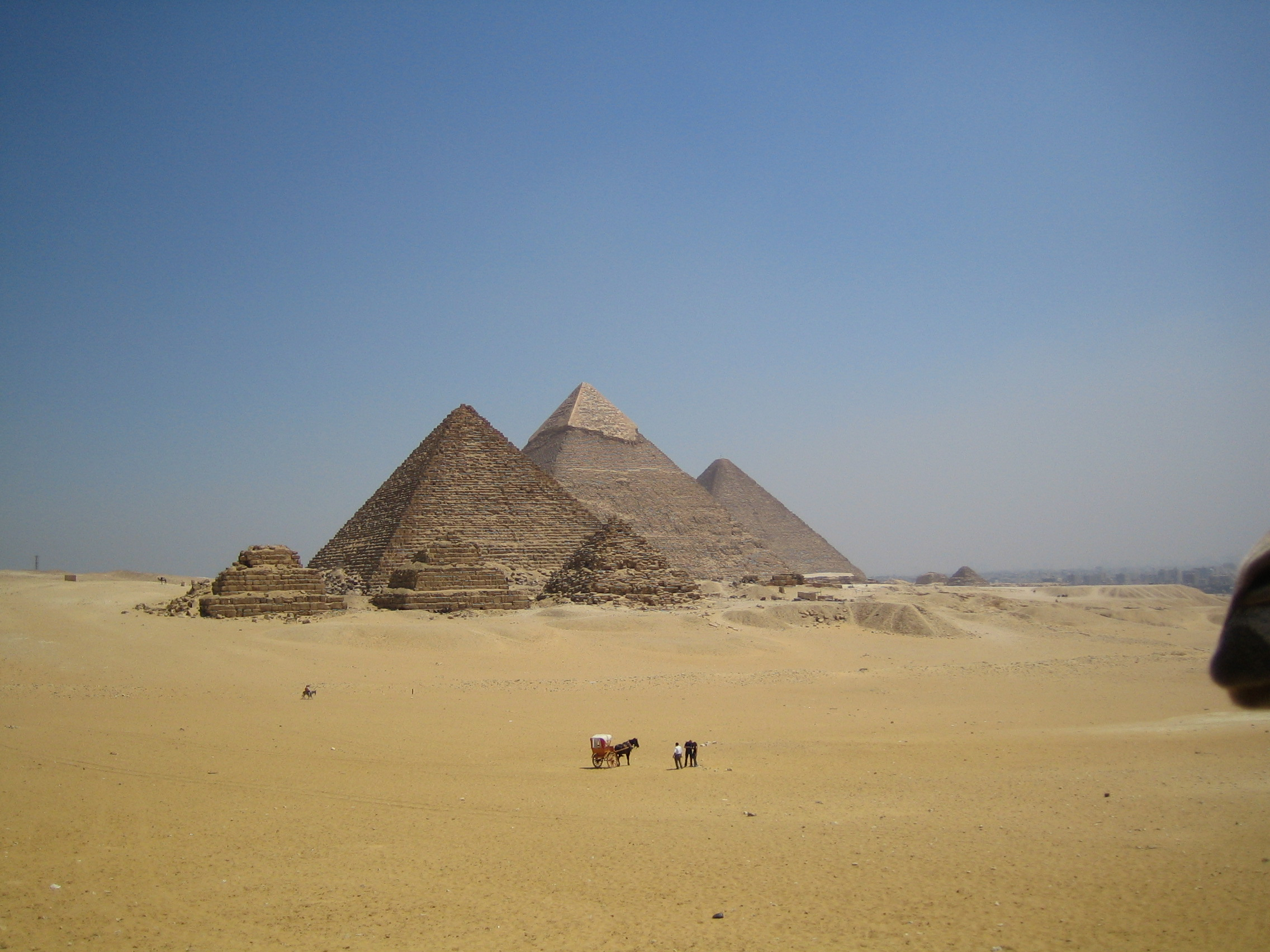
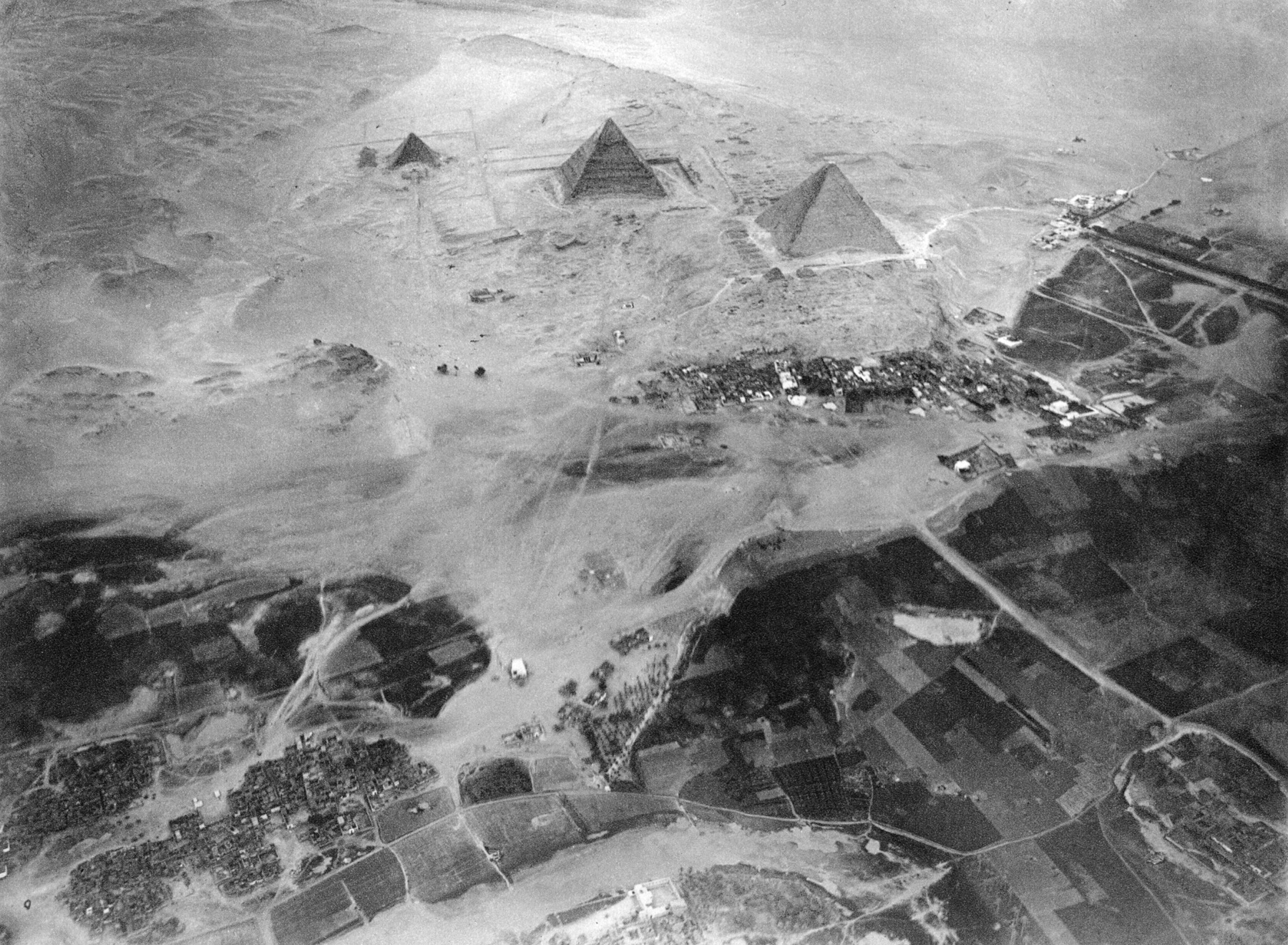
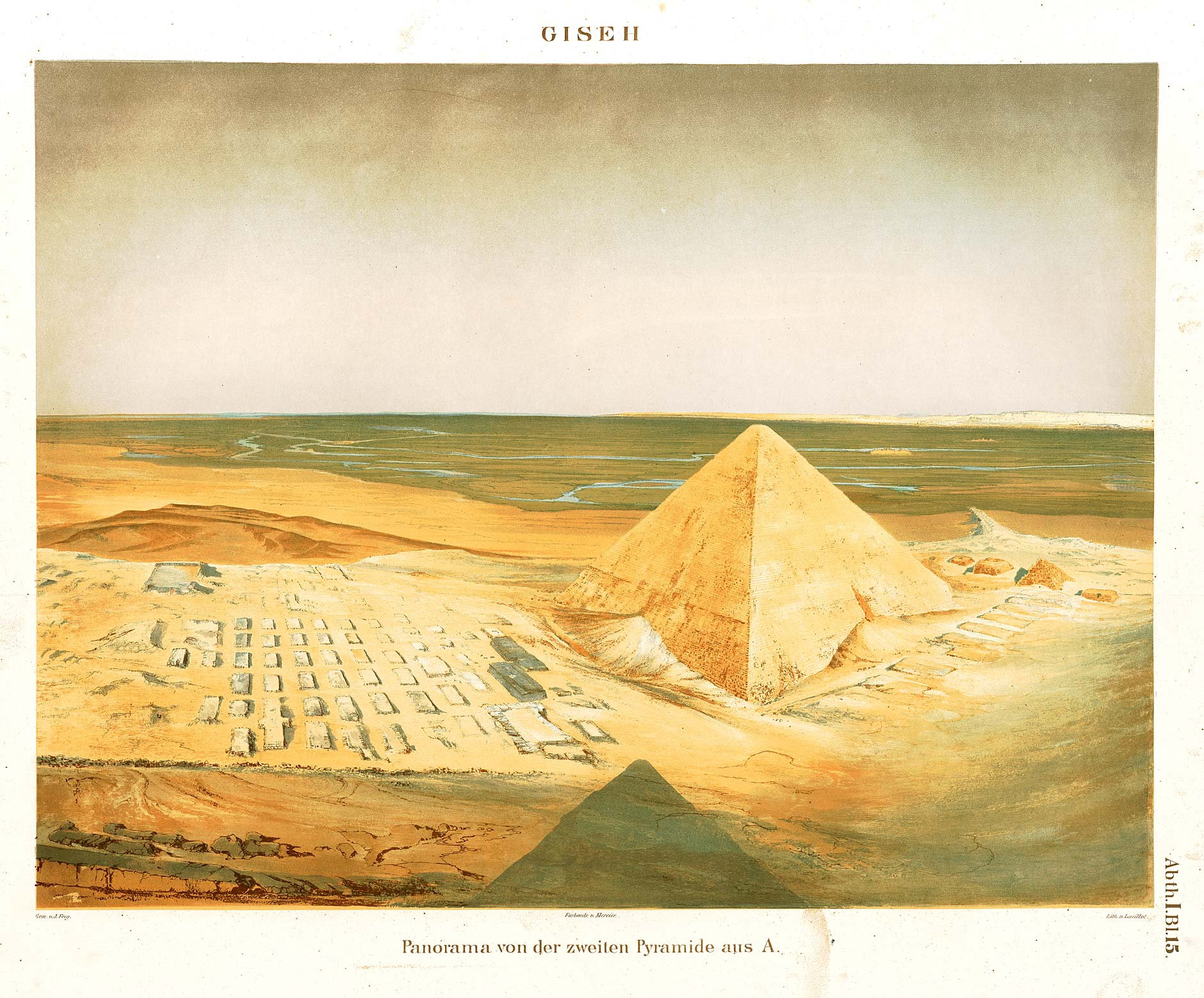
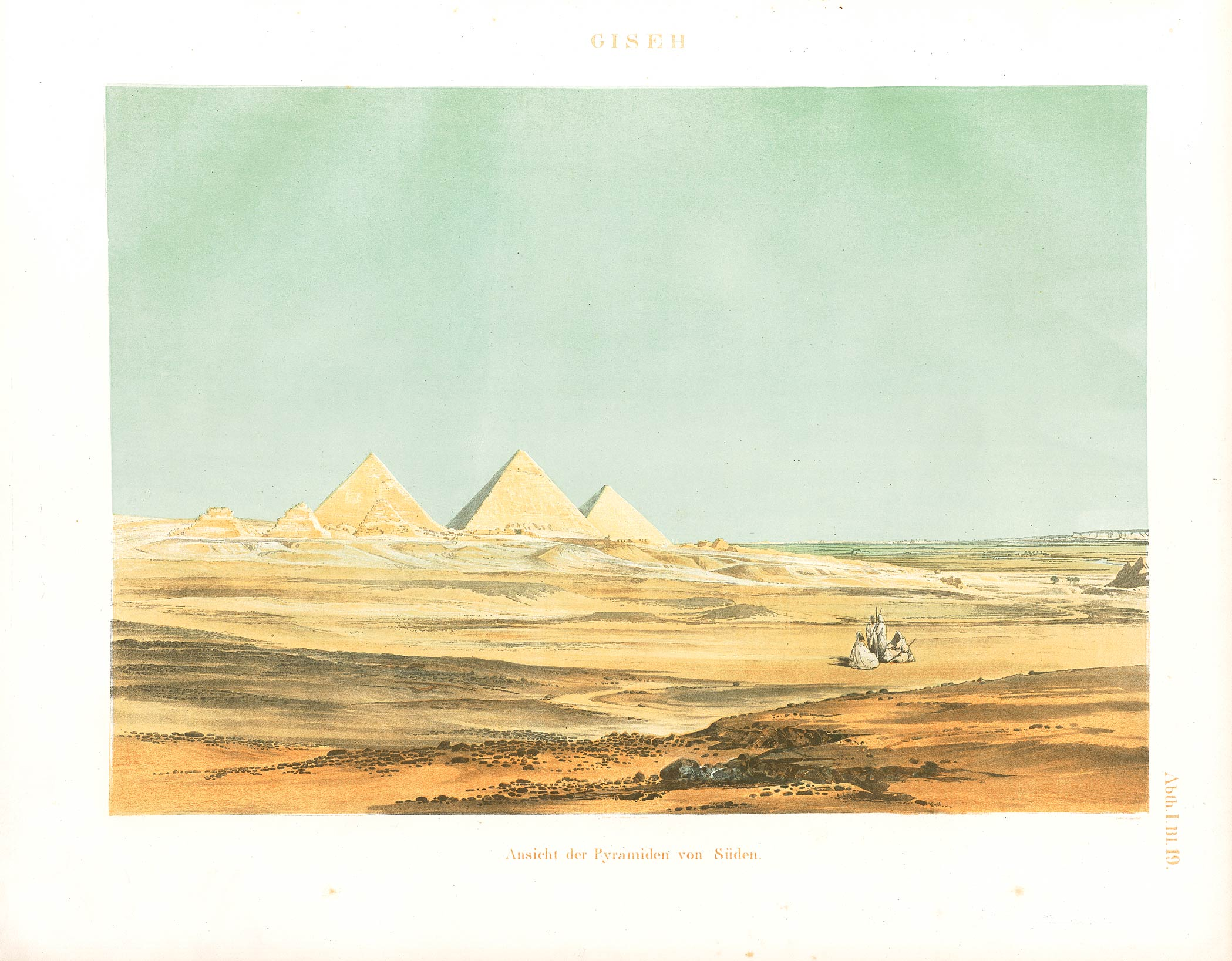
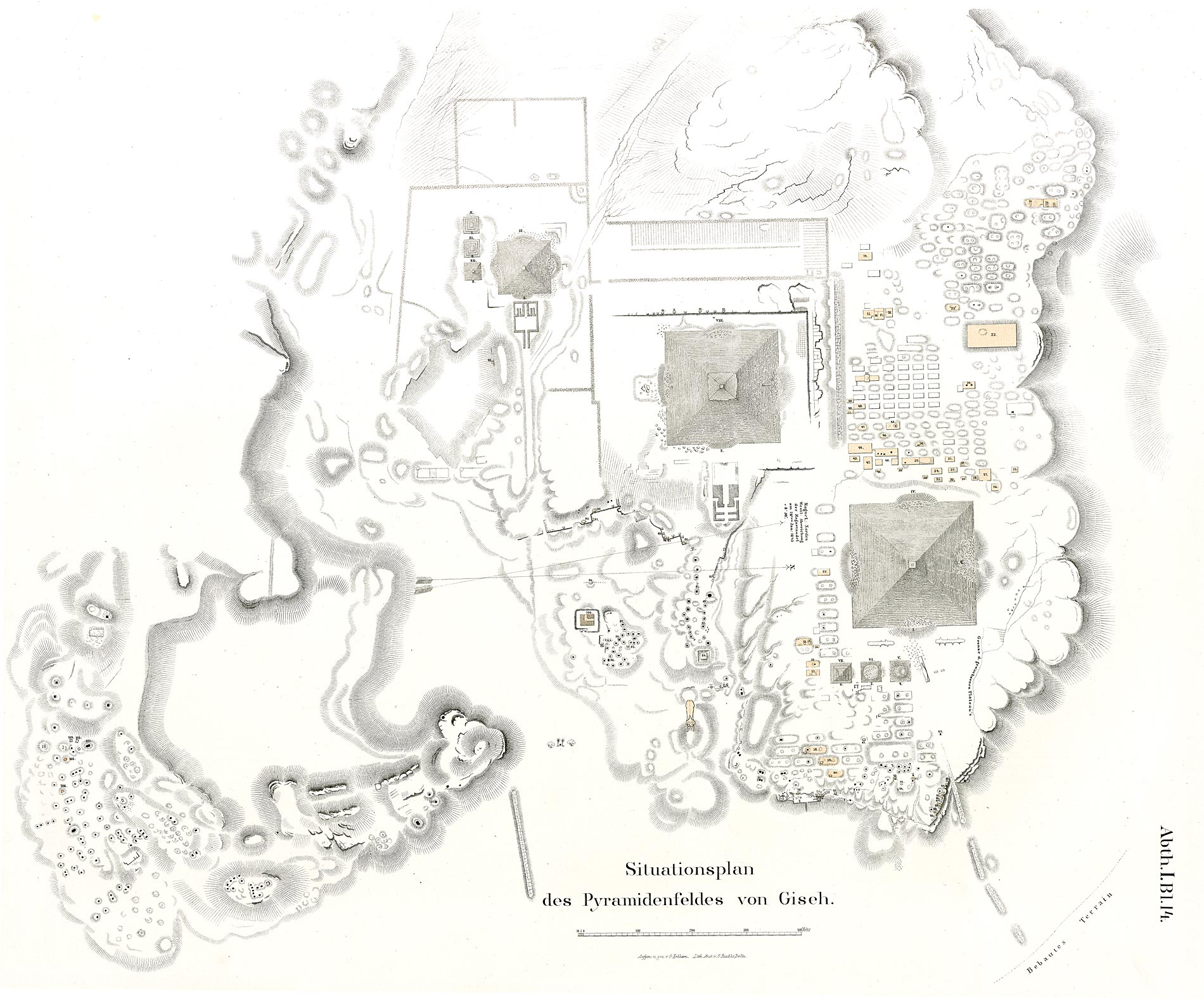
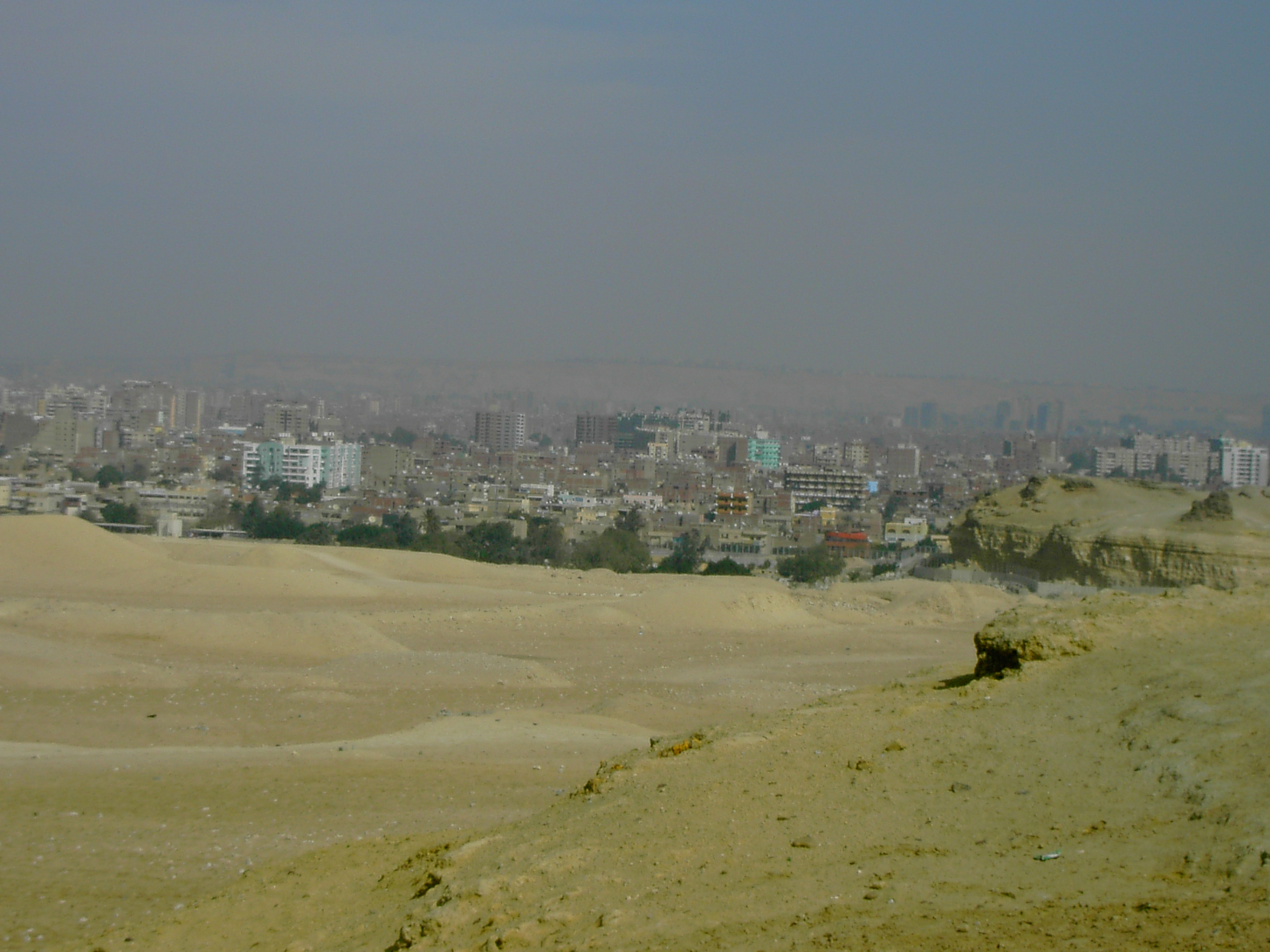
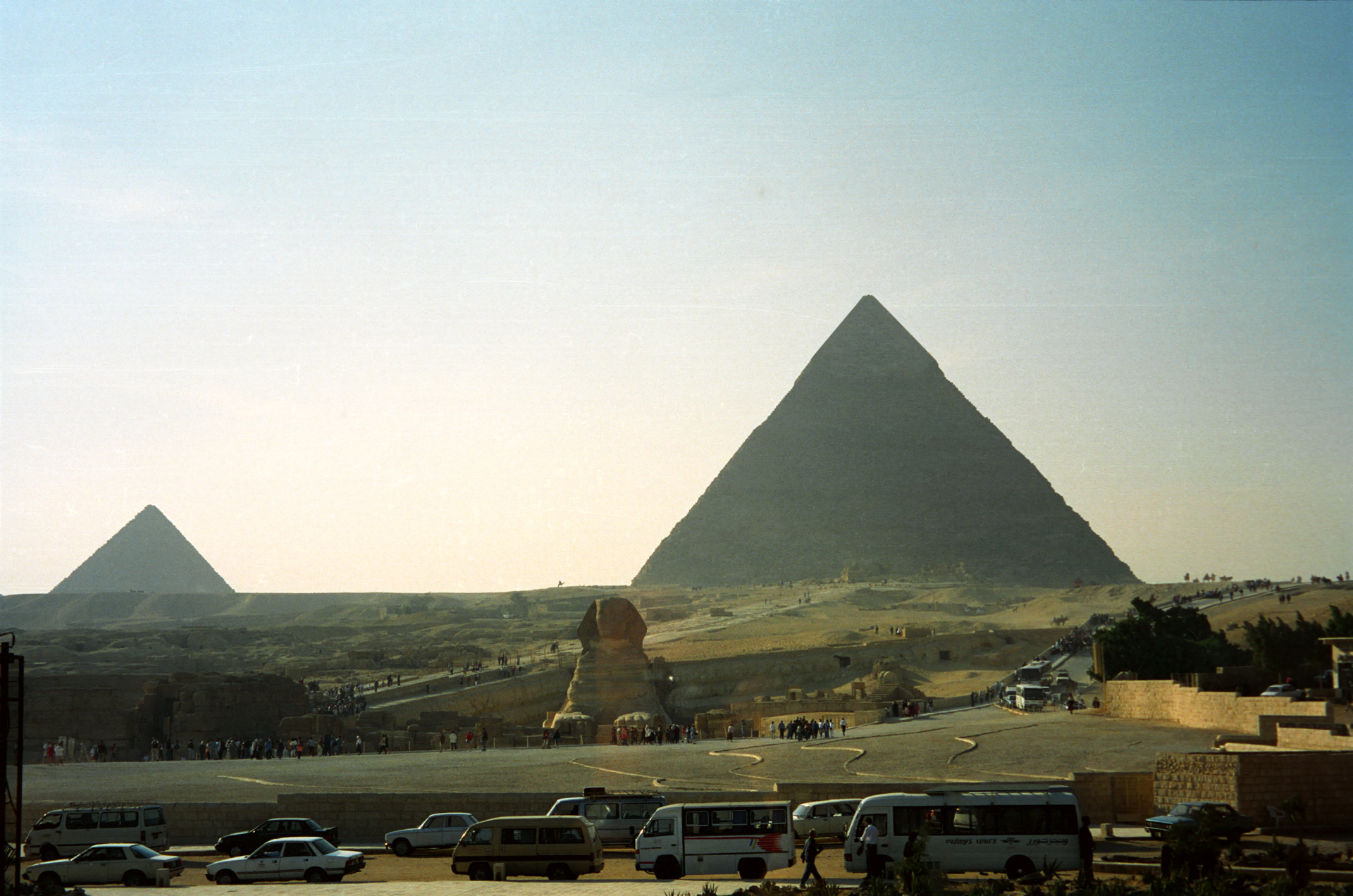
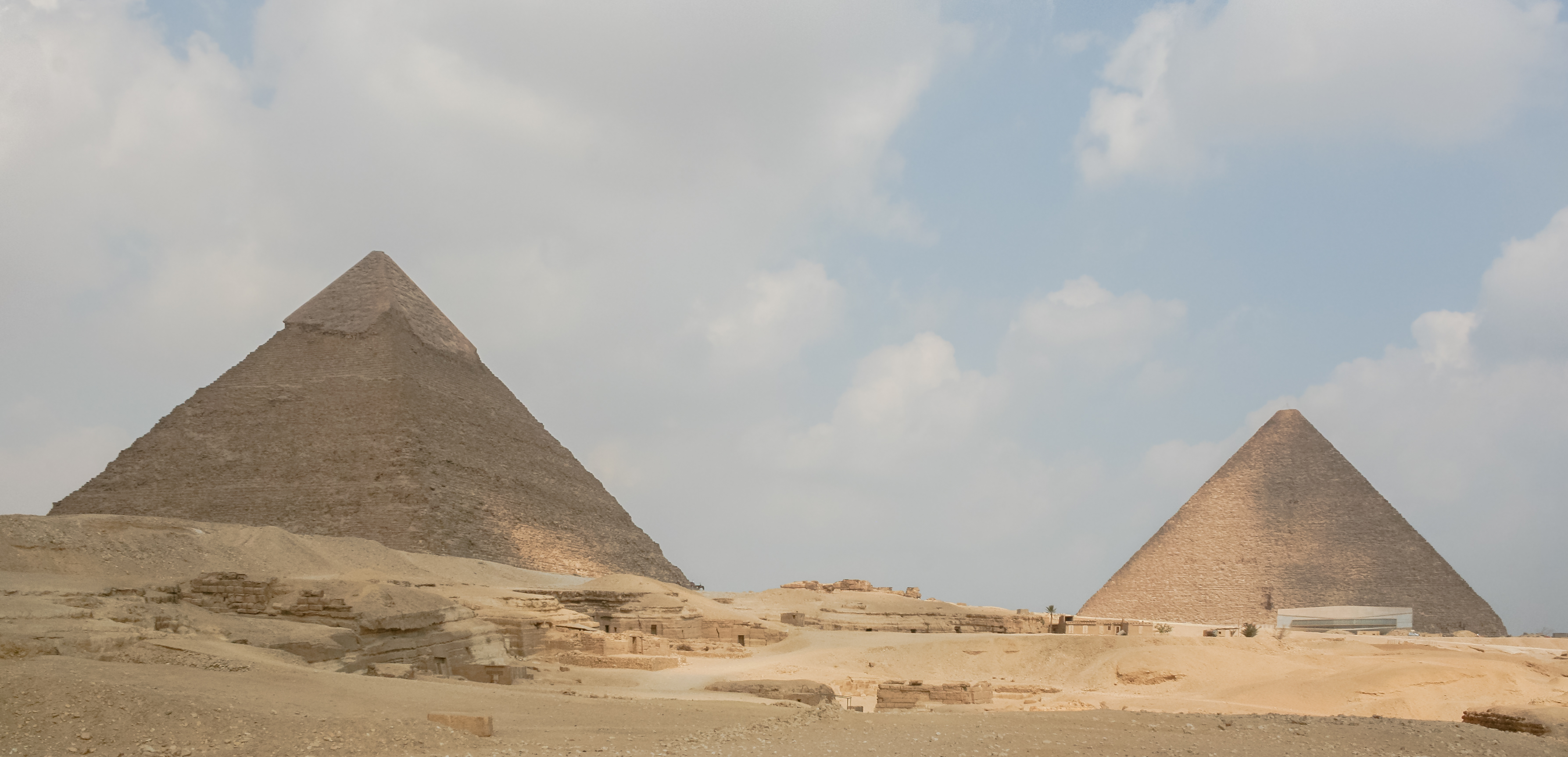
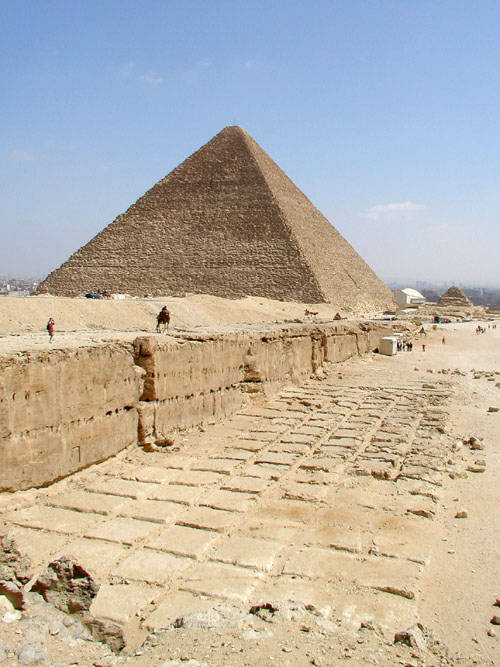